# Llinatge Fonseca

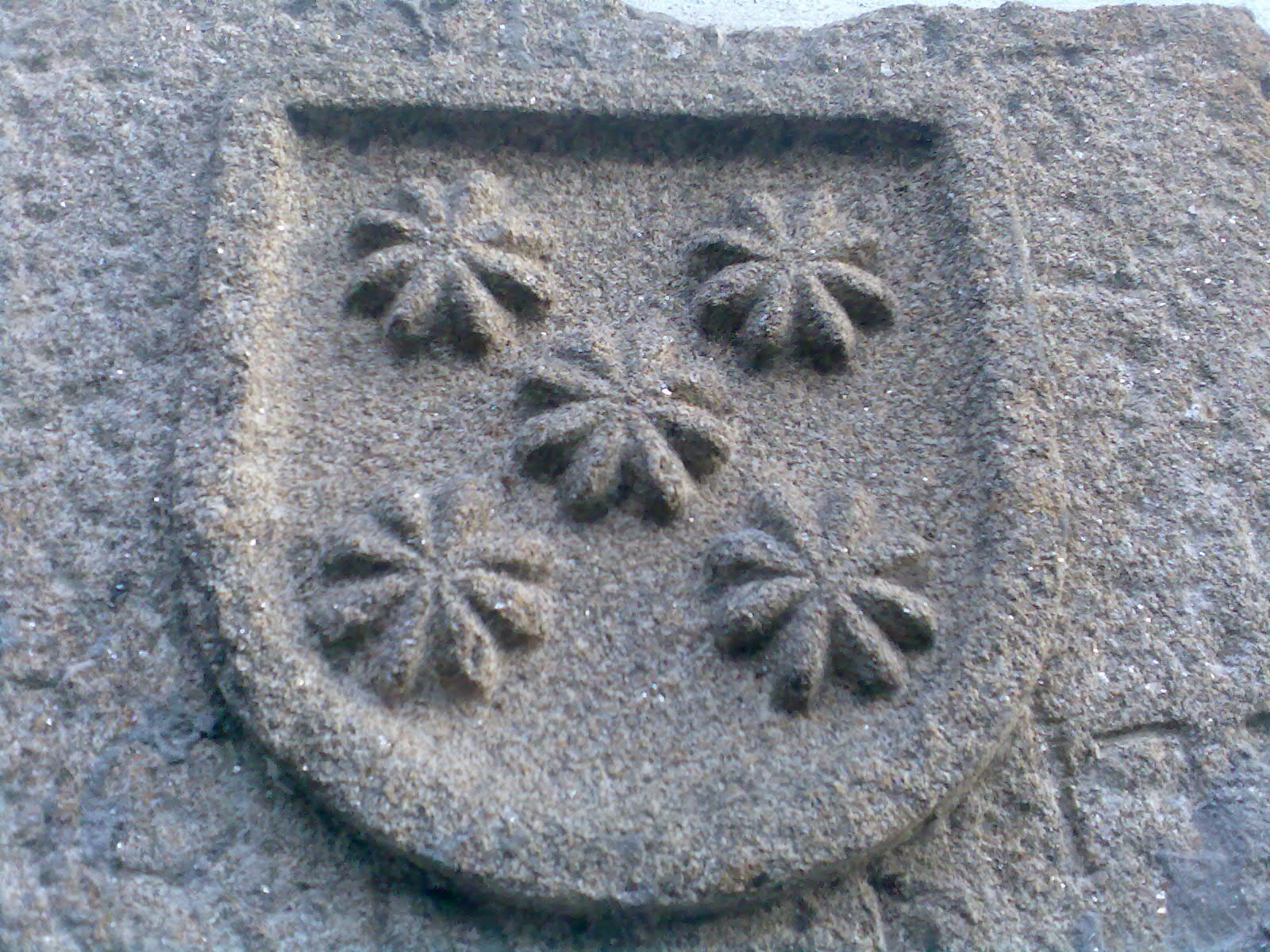
Escut dels Fonseca a Santiago de Compostel·la.

Els Fonseca foren un llinatge i una família noble castellana amb orígens gallecs i portuguesos.
Tenien el seu origen a regne de Portugal, si bé originalment havien estat gallecs que van travessar la frontera. Més tard s'instal·laren a la localitat castellana de Toro (Zamora), on van esdevenir una de les principals famílies de la ciutat i hi van realitzar diverses fundacions. S'estengueren també per altres regions, com Salamanca, on un dels membres prominents de la família, l'arquebisbe Alonso de Fonseca, començà la compra de terres als voltants de la ciutat al voltant de 1490, i també per Extremadura, més concretament a Badajoz, on el 1610 se'ls va atorgar el marquesat d'Orellana, convertit el 1643 en marquesat de la Lapilla. Tingueren una notable influència a Castella des dels càrrecs eclesiàstics que varen ocupar al llarg dels segles xv i xvi sobre la política castellana, especialment fins al descobriment d'Amèrica. Aquestes responsabilitats que no impediren una nombrosa descendència entre els seus membres –molts dels quals es deien de nom Alonso–, dels quals asseguraren els privilegis i l'avenir dels descendents a través de la fundació de majorats amb els béns familiars i noves adquisicions.
El seu escut d'armes era d'or, cinc estrelles, de gules, disposades en aspa.